# Solaio
Un solaio è una struttura resistente bidimensionale piana a carico strutturale ortogonale che concorre alla sicurezza statica, ripartendo i carichi sulle travi perimetrali della struttura di elevazione di un edificio.
La struttura portante del solaio può essere realizzata in legno, in calcestruzzo armato o in acciaio con l’eventuale presenza di altri materiali (ad esempio elementi in laterizio o pani di polistirolo), con funzione prevalente di alleggerimento.

## Evoluzione tecnologica
La tecnica di realizzare solai è nata con l'esigenza di avere abitazioni su più livelli, o abitazioni il cui piano di calpestio deve essere più in alto del terreno (per esempio le palafitte o tutte le case realizzate in zone dove staccarsi dal suolo era fondamentale). 

### Il solaio in legno
Un modo di realizzare un solaio è quello di utilizzare una orditura lignea, in cui ci sono travi principali che coprono l'intera luce del locale (si predilige la luce minore, se il locale è rettangolare, sia per realizzare travi più corte, sia perché la maggiore luce della trave influisce negativamente sul momento applicato sulla sua sezione (la sollecitazione aumenta con il quadrato della lunghezza).
I solai in legno strutturale spesso avevano spessori considerevoli e, in particolare, avevano bisogno di travi di sezione ragguardevole per sostenere il peso dei solai di locali particolarmente ampi.
Se correttamente progettato e realizzato, il solaio in legno non teme l'umidità né le termiti. La resistenza all'incendio è favorita dal processo di carbonizzazione dello strato esterno che protegge il nucleo interno della trave in legno, mantenendola in efficienza per un tempo limitato.

### I solai misti legno-calcestruzzo
Solai costituiti da travetti in legno (anche lamellare) a sezione rettangolare con interposti elementi di alleggerimento in laterizio tipo tavella o tavellone appoggiati in corrispondenza dell'estradosso delle travi.

Sull'estradosso dei travetti in legno vengono realizzati dei connettori metallici, per garantire la solidarizzazione tra i travetti e il successivo getto di completamento in calcestruzzo, fino alla realizzazione della caldana opportunamente armata. I solai in cemento armato sono i più pesanti tra i vari tipi.

### I solai in laterizio
I Romani, per realizzare i solai, utilizzavano sia il legno strutturale sia le tecniche costruttive del laterizio: per coprire grandi ambienti si usava realizzare non un solaio ma una volta in laterizio, la quale veniva riempita nell'intradosso fino a creare un piano d'appoggio per il livello superiore o per la copertura. Tuttavia non si può definire la volta un solaio, in quanto a quest'ultimo termine si fa riferimento più che altro per strutture orizzontali che scaricano il peso sui muri laterali in modo verticale (la volta e l'arco danno anche spinte orizzontali) e che lavorano per flessione degli elementi (la volta lavora a compressione e attrito tra i conci).

### I solai misti in ferro e laterizio
Con l'avvento dell'acciaio, si sviluppa la tecnica costruttiva del solaio in ferro e laterizio, costituito da travetti in acciaio costituiti da profilati a doppio T, denominati putrelle, e da laterizi tipo, tavelloni o tavelle appoggiati in corrispondenza dell'ala inferiore del profilato, a coprire la distanza tra i travetti. 

Il tutto viene completato in opera con un getto di calcestruzzo fino alla realizzazione di un'apposita caldana opportunamente armata (normalmente con rete elettrosaldata) per la ripartizione dei carichi fra i travetti.

Nell'Ottocento e fino alla prima metà del Novecento si usava realizzare delle piccole volte a botte per coprire la luce tra i travetti: questo è detto il solaio con voltine alla romana, perché la tecnica fu utilizzata molto a Roma (in quel periodo, del resto, in Italia si costruì principalmente a Roma, a causa del trasferimento della capitale con i relativi ministeri e indotto).
 
Tale tecnica è oggi praticata unicamente negli edifici che hanno la struttura portante in acciaio.
Il solaio in ferro e laterizio è molto elastico, teme i terremoti e può trasmettere freddo all'interno dell'ambiente se un'estremità del travetto è a contatto con l'esterno.
Sono solai che hanno uno spessore compreso tra i 20 e i 30 cm.

### Solaio laterocemento

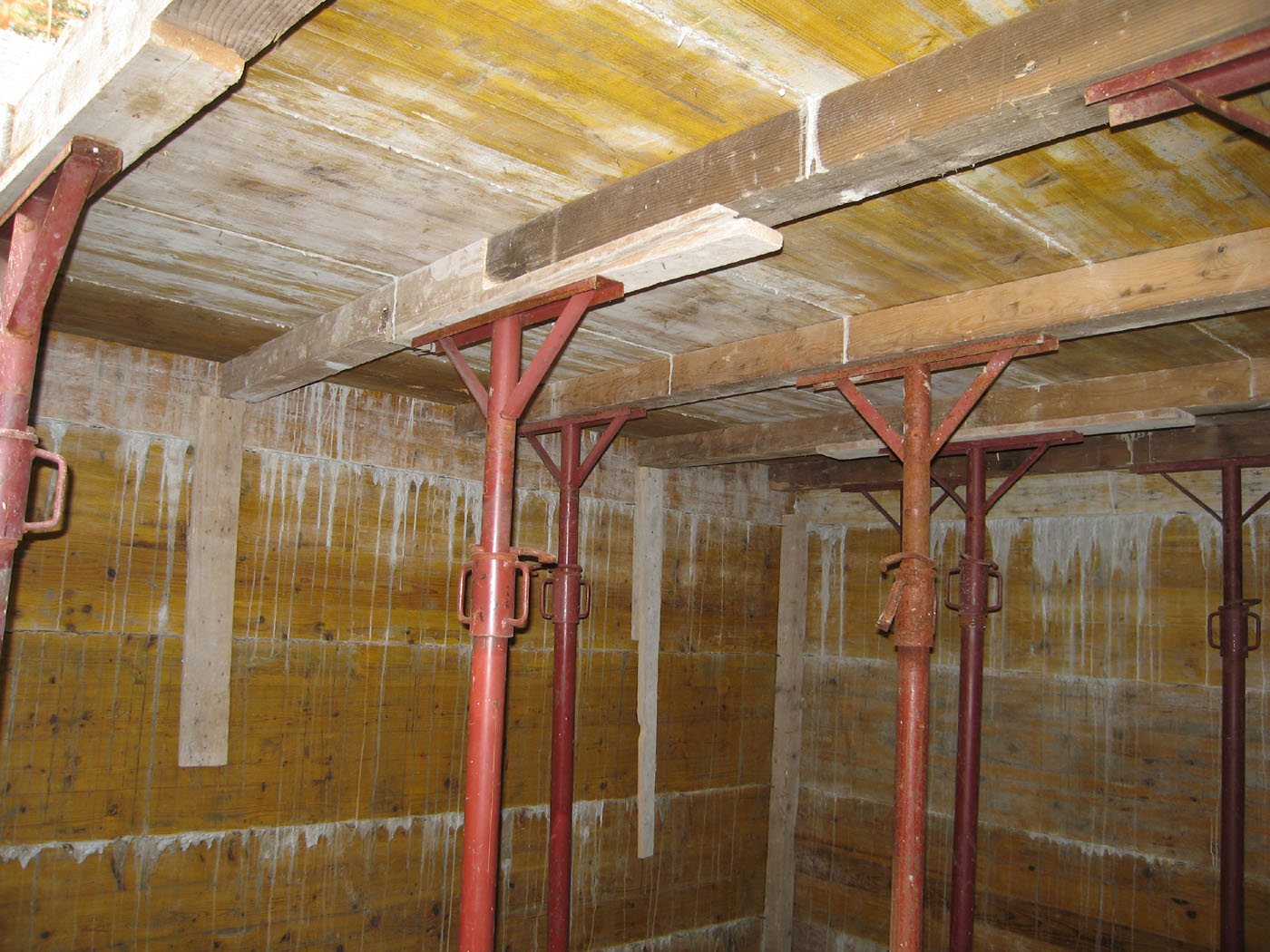
Cassaforma a platea per solaio gettato in opera

Ultimo in ordine di tempo è stato lo sviluppo del solaio latero-cementizio, realizzato in calcestruzzo armato e laterizio.

È una diffusa tecnica costruttiva, utilizzata nella realizzazione di semplici solai per comuni abitazioni in cui la struttura in calcestruzzo armato si unisce a elementi di alleggerimento normalmente in laterizio.

### Solaio a piastra in calcestruzzo armato gettato in opera, alleggerito con elementi cavi in PP riciclato

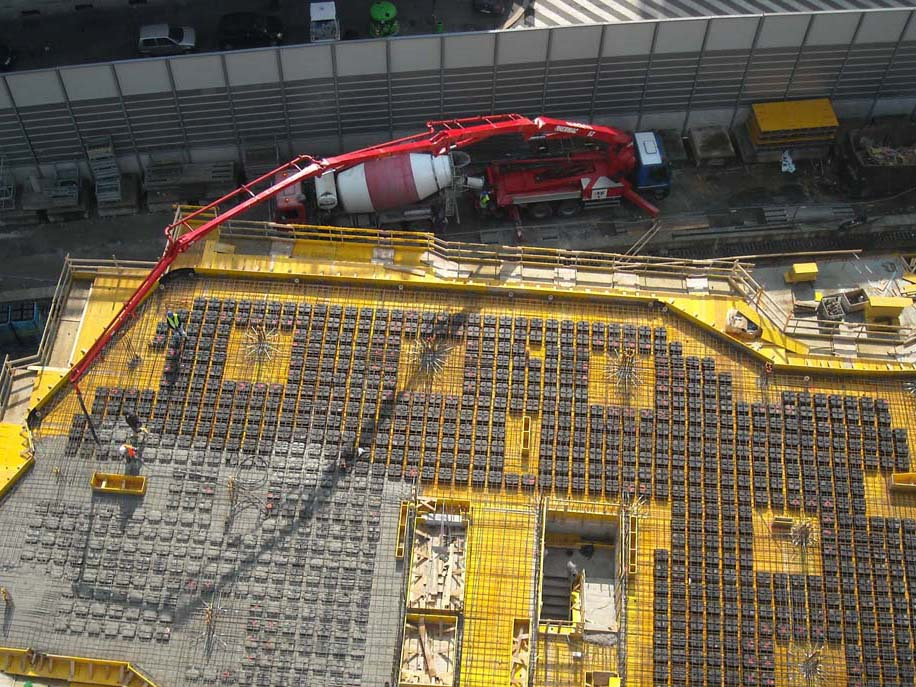
Vista del solaio alleggerito in fase di getto

Per migliorare le prestazioni dei solai, sfruttando il comportamento bidimensionale delle piastre, ma allo stesso tempo minimizzando i costi della mano d'opera e delle materie prime impiegate, è stata ideata una soluzione tecnologica semplice e funzionale consistente nell'inserimento di elementi cavi in plastica rigenerata all'interno delle strutture orizzontali con la funzione di veri e propri “casseri a perdere”.
Gli elementi così annegati nel getto del calcestruzzo fanno sì che all'interno della soletta si generino dei vuoti che alleggeriscono la struttura ottimizzando la distribuzione delle masse di calcestruzzo. In questo modo è possibile ridurre la quantità di calcestruzzo impiegata senza penalizzare la capacità portante del solaio. 
In conseguenza di ciò si ottiene l'ulteriore vantaggio di risparmiare acciaio per l'armatura: rispetto a una soletta monolitica, a parità di spessore, si può raggiungere una riduzione di peso del solaio fino al 40%. 
Operando in questo modo si possono realizzare solai a piastra, anche di notevoli luci e di grande impegno statico, senza ricorrere all'utilizzo di capitelli emergenti (i cosiddetti “funghi”). Infatti questi ultimi, in seguito alla riduzione del peso proprio del solaio e alla conseguente riduzione delle sollecitazioni di punzonamento, possono venire confinati all'interno dello spessore stesso del solaio, e si riducono di fatto a delle zone di fasce piene perimetrali nell'intorno dell'impronta dei pilastri. 
La riduzione del peso proprio del solaio si ripercuote positivamente su tutto il resto della struttura. Essa infatti può condurre a un'ottimizzazione dei pilastri attraverso una riduzione del loro numero e/o una diminuzione delle dimensioni delle loro sezioni trasversali (anche in questo caso risparmiando armatura e calcestruzzo). Inoltre, ciò, nel caso di edifici alti, può avere conseguenze benefiche anche sul dimensionamento delle fondazioni e sull'entità degli scavi. 
I vantaggi derivanti dall'impiego del solaio alleggerito non vanno stimati limitandosi a un mero raffronto tra risparmio di calcestruzzo e costo dell'alleggerimento a livello dei soli solai. Infatti si possono raggiungere anche altri consistenti vantaggi economici, pratici e di esecuzione che si possono estendere all'intera struttura: risparmio di acciaio su solai, pilastri e fondazioni, risparmio di calcestruzzo non solo sui solai ma anche su colonne e fondazioni; vantaggi antisismici connessi al minor peso dell'edificio (minore massa eccitabile); pilastri e fondazioni più snelle, minori costi di sbancamento per le fondazioni; maggiore libertà nella disposizione, anche irregolare, dei pilastri a beneficio della qualità architettonica dell'opera. 

Inoltre, con l'utilizzo di solai alleggeriti si può ottenere anche un'ottimizzazione dei tempi di costruzione e quindi di risparmio di “energie” per una maggiore sostenibilità ambientale della costruzione. 

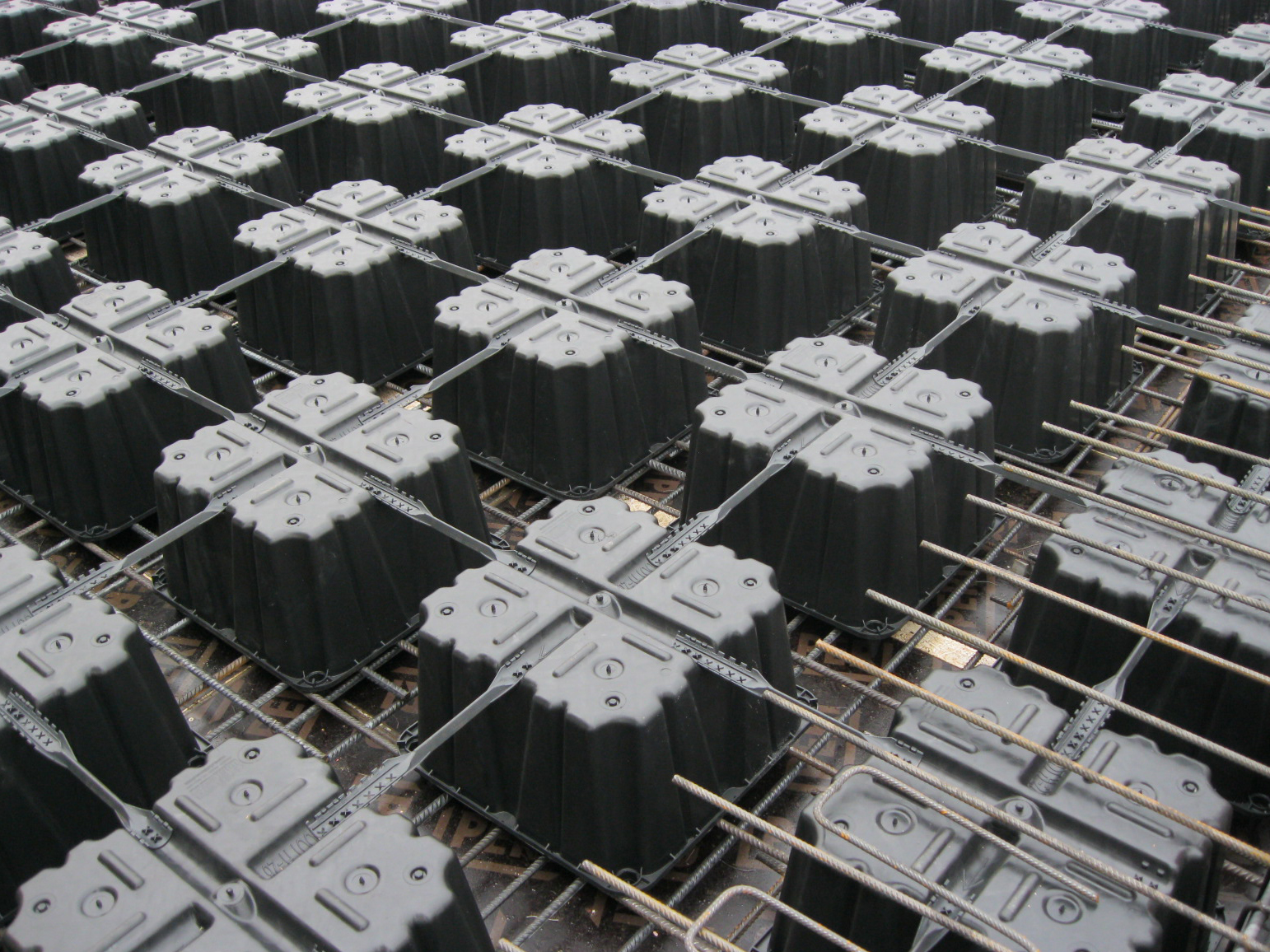
Casseforme a perdere per l'alleggerimento dei solai

## Tecniche di costruzione
In genere ai solai, a prescindere dalla natura del materiale impiegato nella realizzazione, viene sempre imposta una leggera "monta" al centro della campata, al doppio fine di preparare allo sforzo di compressione il piano e di correggere l'effetto di spanciamento verso il basso dovuto ad aberrazioni ottiche.